# Climatisme
Le climatisme est l’ensemble des activités liées au traitement des maladies infectieuses, principalement et historiquement la tuberculose, par les bienfaits du climat (air pur, ensoleillement) et accessoirement du repos, des exercices physiques modérés et d'une alimentation riche.